# Mięsień pochyły przedni
Mięsień pochyły przedni (łac. musculus scalenus anterior) – w anatomii człowieka parzysty mięsień zaliczany do grupy głębokich mięśni szyi. Zaczyna się na guzkach przednich wyrostków poprzecznych od trzeciego do szóstego kręgu szyjnego. Kończy się na guzku mięśnia pochyłego przedniego, który znajduje się na pierwszym żebrze. Na jego powierzchni biegnie nerw przeponowy. Mięsień pochyły przedni rozdziela przednią i tylną szczelinę mięśni pochyłych. Unaczyniony jest przez gałęzie tętnicy podobojczykowej, a unerwiony przez gałązki splotu szyjnego i ramiennego C4–C7. Działając obustronnie zgina szyję do przodu, a działając jednostronnie – w bok. Przy ustalonym kręgosłupie unosi pierwsze żebro, stanowiąc pomocniczy mięsień wdechowy.